# Zach Hemming
Zachary „Zach“ Hemming (* 7. März 2000 in Bishop Auckland) ist ein englischer Fußballtorhüter, der beim FC Middlesbrough unter Vertrag steht.

## Karriere
Zach Hemming wurde in Bishop Auckland, im Nordosten Englands geboren. Er spielte ab 2013 in der Jugendakademie des FC Middlesbrough. Für die U23-Mannschaft absolvierte er Spiele in der Premier League 2.
Der Torwart bestritt im November 2018 drei Leihspiele für den FC Darlington in der National League. Die Mannschaft blieb mit ihm zwischen den Pfosten ungeschlagen als es drei Unentschieden gegen Bradford Park Avenue, AFC Guiseley und den FC Hereford gab.
Im August 2019 wechselte Hemming auf Leihbasis bis Ende November zu Hartlepool United. Ohne einen Ligaeinsatz absolviert zu haben, ging es für den Torhüter danach mit einer Leihe zu den Blyth Spartans, wo er im Dezember 2019 und Januar 2020 Stammtorhüter war.
Vor der Saison 2021/22 wechselte er auf Leihbasis zum schottischen Zweitligisten FC Kilmarnock. Nach einer erfolgreichen Saison, in der Kilmarnock als Meister den Aufstieg in die erste schottische Liga erreichte, verblieb Hemming auch in der folgenden Erstligaspielzeit auf Leihbasis in Kilmarnock. In den beiden Saisons die der Torhüter auf Leihbasis bei den „Killies“ verbrachte, bestritt er insgesamt 54 Pflichtspiele und blieb 19 Mal ohne Gegentor.
Hemming wechselte im Juni 2023 mit einer weiteren Leihe innerhalb von Schottland zum FC St. Mirren. Sein Debüt gab er im Ligapokal gegen den FC Montrose am 15. Juli 2023.